# Noah Falstein

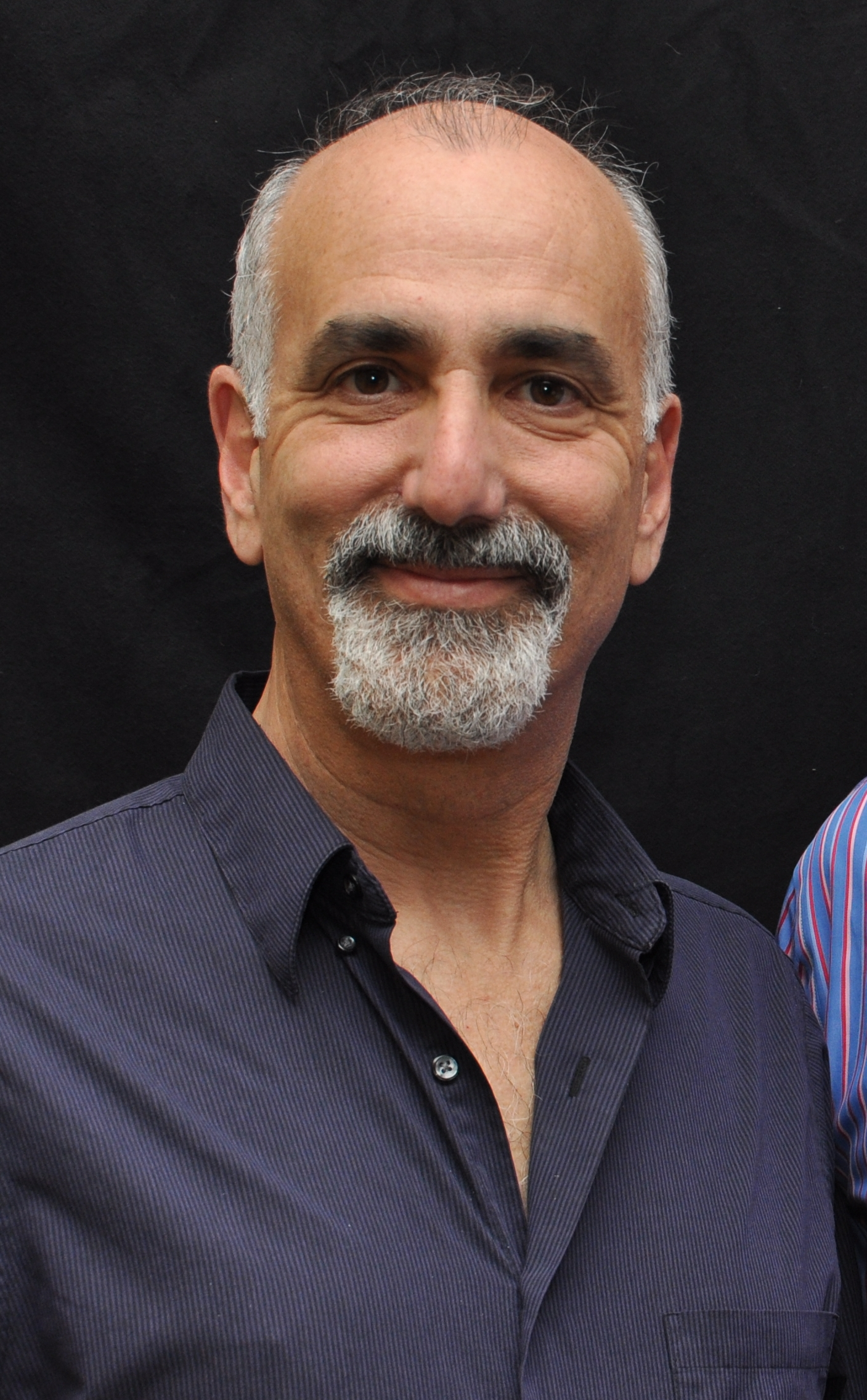
Noah Falstein im Jahr 2011 auf der Entwicklerfachtagung GDC

Noah Falstein (* Juni 1957) ist ein US-amerikanischer Computerspielentwickler.

## Karriere
Falstein besuchte von 1975 bis 1980 das Hampshire College, wo er das Programmieren unter anderem anhand von Computerspielen erlernte. Seine Abschlussarbeit war ein Computerspiel namens Koronis Strike, in dem es um Rohstoffabbau im Asteroidengürtel ging. Auf Empfehlung eines Lehrers begann er 1980 als Ingenieur beim Spielwarenhersteller Milton Bradley, wo er für die Spielkonsole Atari 2600 an mehreren Spieleprojekten arbeitete, die jedoch allesamt vor Fertigstellung eingestellt wurden. 1982 wechselte er zu Williams Electronics, für den er das Arcade-Spiel Sinistar entwickelte. 1984 gehörte Falstein zu den ersten zehn Mitarbeitern des Entwicklerstudios Lucasfilm Games. Für Lucasfilm entwickelte und produzierte er zunächst Kampfsimulationen und Strategiespiele (u. a. Koronis Rift), später auch die Adventures Indiana Jones and the Last Crusade: The Graphic Adventure (1989) und Indiana Jones and the Fate of Atlantis (1992), letzteres in Zusammenarbeit mit dem gelernten Drehbuchautor Hal Barwood. 1992 wechselte er als Produzent zum Konsolen- und Spieleentwickler The 3DO Company, um das Unternehmen beim Marktstart seiner Spielekonsole 3DO Interactive Multiplayer zu unterstützen. 1995 engagierte ihn das Entwicklerstudio Dreamworks Interactive als Executive Producer, wo er unter anderem an Medal of Honor arbeitete. 1997 übernahm Falstein für ein Jahr den Vorstand der International Game Developers Association.
Der deutsche Publisher dtp stellte Falstein 2007 zusammen mit seinem ehemaligen Lucasfilm-Kollegen Hal Barwood als Autoren des Adventures Mata Hari vor, das 2008 auf den Markt kam. 2013 engagierte der Internetkonzern Google Falstein als Chief Game Designer. Da es in seiner Zeit jedoch nicht gelang, ein größeres Computerspielprojekt umzusetzen, verließ er das Unternehmen im April 2017 wieder.

## Veröffentlichte Spiele
- 1983: Sinistar (Arcade)
- 1985: Koronis Rift (Commodore 64)
- 1986: PHM Pegasus (Commodore 64)
- 1986: Labyrinth (Apple II, Commodore 64, MSX, PC-88)
- 1988: Strike Fleet (Commodore 64)
- 1988: Battlehawks 1942 (MS-DOS)
- 1989: Indiana Jones and the Last Crusade: The Graphic Adventure (DOS)
- 1991: P-38 Lightning Tour of Duty (DOS)
- 1991: P-80 Shooting Star Tour Of Duty (DOS)
- 1991: Secret Weapons of the Luftwaffe (DOS)
- 1992: Indiana Jones and the Fate of Atlantis (DOS)
- 1992: Do 335 Pfeil (DOS)
- 1992: He 162 Volksjäger Tour of Duty (DOS)
- 1994: Corpse Killer (3DO)
- 1994: Supreme Warrior (3DO)
- 1997: Chaos Island: The Lost World - Jurassic Park (Windows)
- 1997: Total Annihilation: Kingdoms (Windows)
- 2002: Hungry Red Planet (Windows)
- 2008: Mata Hari (Windows)